# Peter Outerbridge
Peter Outerbridge, född 30 juni 1966 i Toronto i Ontario, är en kanadensisk skådespelare. Bland hans mest kända insatser märks Ari Tasarov i The CW-actionserien Nikita, David Sandström i TMN-serien ReGenesis, Henrik "Hank" Johanssen i Orphan Black, William Easton i Saw VI och Black Mask (svenskt namn: Svarta masken) i Batwoman. Han har också spelat huvudrollen som detektiven William Murdoch, i TV-serien Murdoch Mysteries (första upplagan, tre avsnitt).

## Biografi
Peter Outerbridge är född och uppvuxen i Toronto, som det yngsta av totalt fem barn. Hans far arbetade som advokat, medan moderns arbetsuppgifter är helt och hållet okända.

## Karriär
Efter high school så blev Peter Outerbridge inskriven på University of Victoria, där han sedan kom att studera på skådespelarprogrammet. Han turnerade därefter runtomkring i hemlandet Kanada, tillsammans med teatergruppen Way Off Broadway, vilket han gjorde under fyra års tid. Under åren 1997 och 2002 blev han dessutom nominerad till att vinna två stycken Genie Awards (bästa skådespelare), följt av två respektive nomineringar på Gemini Awards, och ett pris på Canadian Screen Awards.
Peter Outerbridge har inom TV-branschen bland annat medverkat i en återkommande roll som Henrik "Hank" Johanssen, i den andra säsongen av Orphan Black. Han har också haft en återkommande roll som Black Mask (Svarta masken), i den andra säsongen av Batwoman.

## Privatliv
I maj 2000 gifte sig Peter Outerbridge med skådespelerskan Tammy Isbell. Makarna har två tvillingsöner tillsammans (födda 2004), som heter Samuel och Thomas Outerbridge.

## Filmografi (i urval)

### Filmer
- 1993 – Cool Runnings
- 1995 – The Michelle Apartments
- 1999 – Better Than Chocolate
- 1999 – Tidsresenärerna (TV-film)
- 2000 – Mission to Mars
- 2002 – Men with Brooms
- 2003 – Cold Creek Manor
- 2005 – Land of the Dead
- 2006 – Lucky Number Slevin
- 2006 – Population 436
- 2009 – Saw VI
- 2012 – Silent Hill Revelation 3D
- 2013 – Haunter
- 2016 – Shut In
- 2018 – Level 16
- 2019 – Code 8

### TV-serier
- 1990 – 21 Jump Street (TV-serie)
- 1991–1993 – Scali (TV-serie)
- 1995 – Vägen till Avonlea (TV-serie)
- 1995 – Highlander (TV-serie)
- 1997 – La Femme Nikita (TV-serie)
- 1997–1998 – Michael Hayes (TV-serie)
- 1998–1999 – Millennium (TV-serie)
- 2001 – Earth: Final Conflict (TV-serie)
- 2002 – Monk (TV-serie)
- 2003 – 24 (TV-serie)
- 2004 – Medical Investigation (TV-serie)
- 2004–2008 – ReGenesis (TV-serie)
- 2006 – 10.5: Apocalypse (TV-serie)
- 2008 – Fringe (TV-serie)
- 2008 – Sanctuary (TV-serie)
- 2008 – Heartland (TV-serie)
- 2009 – Flashpoint (TV-serie)
- 2010–2013 – Nikita (TV-serie)
- 2011–2012 – The Listener (TV-serie)
- 2012 – Suits (TV-serie)
- 2012 – Beauty & the Beast (TV-serie)
- 2012–2013 – Bomb girls (TV-serie)
- 2014 – Orphan Black (TV-serie)
- 2015 – Murdoch Mysteries (TV-serie)
- 2015–2016 – 12 Monkeys (TV-serie)
- 2016 – Zoo (TV-serie)
- 2016–2017 – Designated Survivor (TV-serie)
- 2017 – The Expanse (TV-serie)
- 2019 – The Umbrella Academy (TV-serie)
- 2019 – V Wars (TV-serie)
- 2020 – Hudson & Rex (TV-serie)
- 2021 – Batwoman (TV-serie)
- 2022 – In the Dark (TV-serie)
- 2023 – Sullivan's Crossing (TV-serie)
- 2025 – It – Welcome to Derry (TV-serie)

### Spel
- 2014 – Far Cry 4 (röster)
- 2018 – Far Cry 5 (röster)
- 2019 – Far Cry New Dawn (röster)